# 柳叶槐
柳叶槐（学名：Sophora dunnii）为豆科槐属下的一个种。

## 扩展阅读
- 維基物種上的相關：柳叶槐